# NGC 5710
NGC 5710 est une vaste galaxie elliptique relativement éloignée et située dans la constellation du Bouvier. Sa vitesse par rapport au fond diffus cosmologique est de 9 219 ± 14 km/s, ce qui correspond à une distance de Hubble de 136,0 ± 9,5 Mpc (∼444 millions d'al). NGC 5710 a été découverte par l'astronome germano-britannique William Herschel en 1792.
À ce jour, deux mesures non basées sur le décalage vers le rouge (redshift) donnent une distance de 122,500 ± 16,263 Mpc (∼400 millions d'al), ce qui est à l'intérieur des valeurs de la distance de Hubble. Notons cependant que c'est avec la valeur moyenne des mesures indépendantes, lorsqu'elles existent, que la base de données NASA/IPAC calcule le diamètre d'une galaxie et qu'en conséquence le diamètre de NGC 5710 pourrait être d'environ 61,4 kpc (∼200 000 al) si on utilisait la distance de Hubble pour le calculer.
Cette source mentionne que NGC 5710 est une galaxie double, mais le point lumineux à l'est du noyau de cette galaxie est une étoile et non une galaxie.

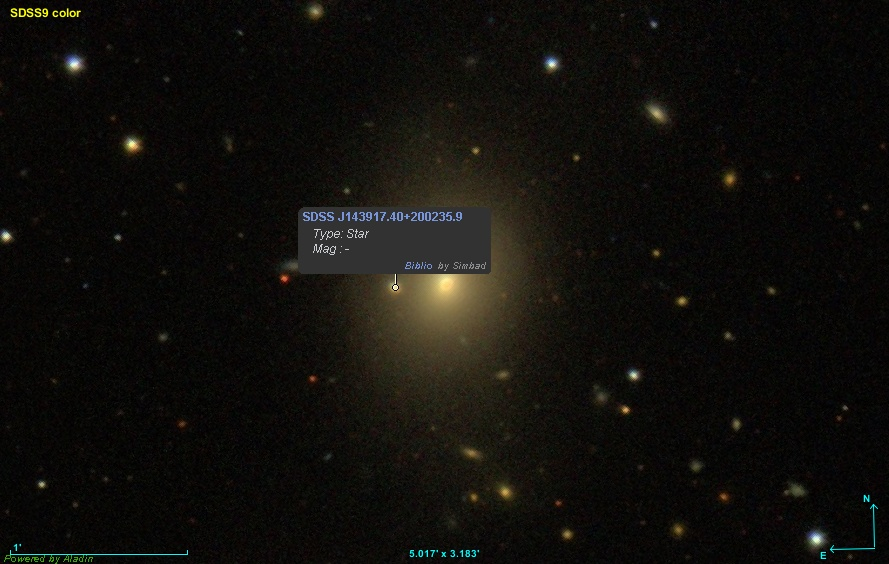
Une étoile est visible devant NGC 5710.